# Centroptilum hungaricum
Centroptilum hungaricum is een haft uit de familie Baetidae. De wetenschappelijke naam van de soort is voor het eerst geldig gepubliceerd in 1913 door Pongracz.
De soort komt voor in het Palearctisch gebied.